# لفظ ممنوع
اللفظ الممنوع —مِنهُ أو عَنهُ— هو كل لفظ يمتنع عن استعماله لأنه مقدس، أو بذيء فاحش، أو غير لائق.

## حواش ومراجع
1. ↑  تابوؤرد tabuord بالإسكندنافية من تابو tabu/tapu بالبولينيسية أي ممنوع ومحرم؛ بالصينية بِخوِي 避讳 وبالتاهيتية بِيئِي pi’i (مشتركات معنوية)
2. ↑  taboo word - The Scarcliff Dictionary of Branding نسخة محفوظة 26 يناير 2020 على موقع واي باك مشين. [وصلة مكسورة]